# Edward Niño Hernández
Edward Niño Hernández (Bogotá; 1986) es el actual hombre de menor estatura y con movilidad del mundo. Fue certificado el 4 de septiembre de 2010 como el hombre vivo más pequeño del mundo por el Libro Guinness de los récords. A los 24 años de edad, Edward medía 70,21 centímetros de alto y pesaba 10 kg (22 libras). Vive en Bogotá, Colombia, ciudad donde nació.
El titular anterior, He Pingping, de Mongolia Interior, era 3,81 centímetros más alto y murió el 13 de marzo de 2010 en Roma, Italia, donde estaba filmando el programa de televisión El show de los récords.
El reinado de Edward Niño Hernández terminó el 14 de octubre de 2010 cuando Khagendra Thapa Magar, de Nepal, y con una altura certificada de 67 centímetros, cumplió los 18 años. En 2011, el título del hombre vivo más pequeño del mundo pasó al filipino Junrey Balawing, con una altura de 60 centímetros. Debido a que Balawing no puede caminar sin ayuda, tras la muerte de Magar ocurrida el 17 de enero de 2020, Edward recuperó su registro como hombre con movilidad más bajo del mundo.
En noviembre de 2010, apareció en el programa televisivo Susana Giménez, en Argentina.